# Ніж із Гебель ель-Араку

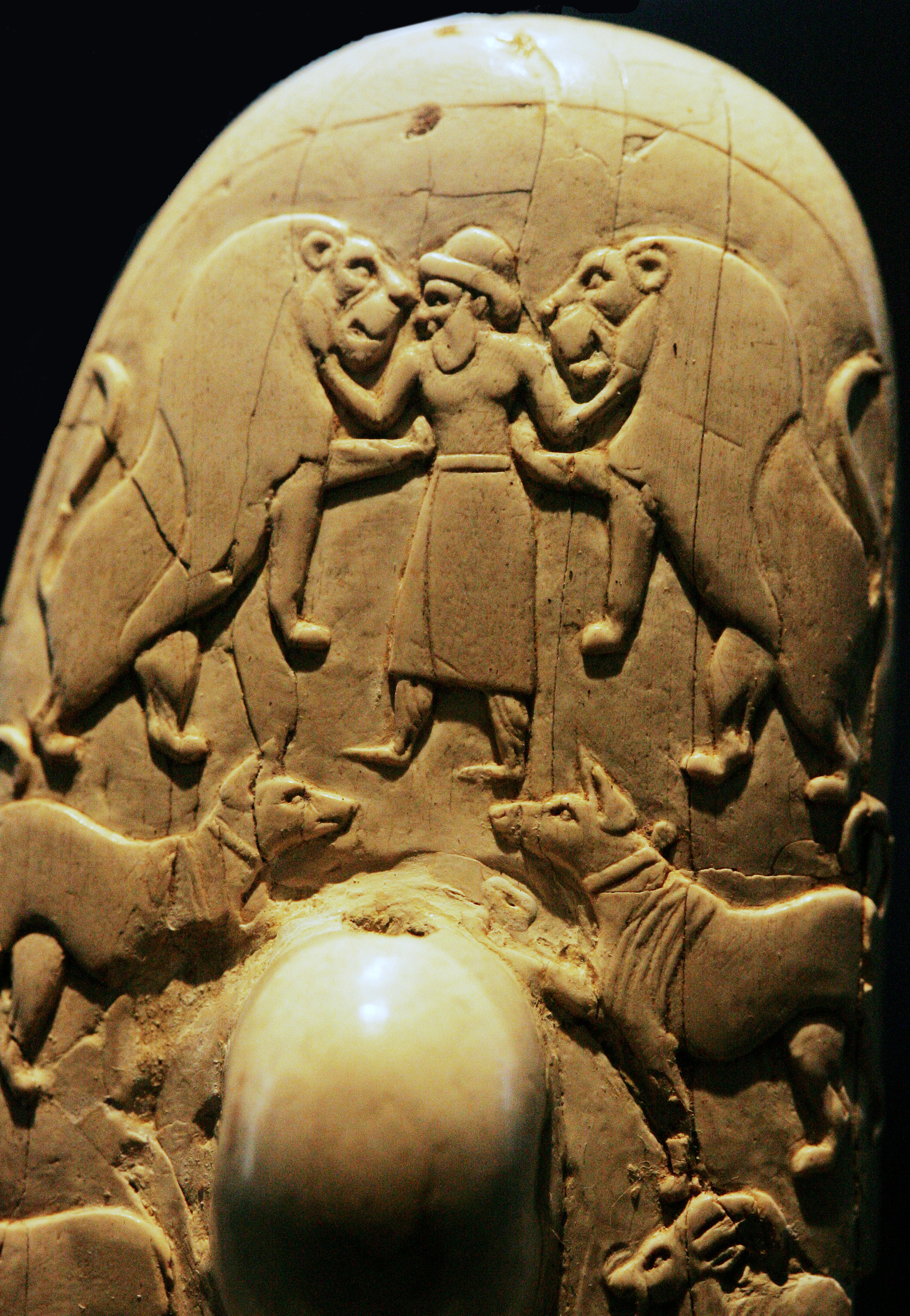

Ніж з Гебель ель-Арака, Ніж з Джебель Ель-Арака — пам'ятник додинастичного Єгипту, спірного датування (Негада II або Негада III), крем'яний ніж з рукояткою зі слонової кістки, прикрашеної малюнками.

## Історія
Ніж був придбаний у 1914 році єгиптологом Ж. А. Бенедитом у «чорного» єгипетського археолога М. Нахмана, який стверджував, що знайшов ножа біля містечка Гебель аль-Арак. Неможливість перевірити його слова та відсутність археологічного контексту згодом дуже ускладнювали інтерпретацію знахідки. При покупці лезо та рукоятка були розділені і, ймовірно, продавець сам не усвідомлював, що це частини цілого. Згодом ножа реставрували, в даний час він є експонатом Луврського музею (зал № 20).

## Зовнішній вигляд

### Лезо
Лезо ножа зроблено з кременю, його довжина становить 18,8 см. Як показали дослідження, ніж майже чи зовсім не використовувався за прямим призначенням, будучи, ймовірно, церемоніальною зброєю чи предметом культу.

### Рукояти
Рукоятка ножа виконана зі слонової кістки, її довжина становить 9,5 см, ширина в основі — 4,2 см. Вона є найбільш цінною частиною ножа, бо з двох боків покрита вигравіруваними зображеннями. На одному боці показана батальна сцена — оголені воїни у верхньому регістрі, в нижньому — сцена з човнами, яку деякі дослідники інтерпретують як бій на воді (на річці чи навіть морі). Інша сторона вкрита малюнками символічного характеру — чоловік із двома левами, собаки та інші тварини. У центрі рукояті є шишка з отвором, крізь який, мабуть, пропускалася перев'язок, на якому ніж носився. Ж. А. Бенедит стверджував, що на рукояті були сліди золотих вставок.

## Інтерпретація
Ніж, зокрема сцени на його рукояті, були і залишаються предметом дискусій між єгиптологами, породжуючи безліч спекулятивних версій. Однією з найінтригуючіших деталей ножа є «нетиповість» сцен для Єгипту — «герой з левами» є переднеазіатським, ніж єгипетським мотивом. Більше того, чоловік одягнений не як єгиптянин, а, швидше, як месопотамець тих часів (шапка і довге, схоже на халат, вбрання). Багато суперечок викликали у цьому контексті і батальні сцени з іншого боку рукояті. Історики, які приписували єгипетській цивілізації немісцеве походження (прихід так званої «династичної раси», що підкорила долину Нілу і створила цивілізацію фараонів), використовували ніж як доказ своєї теорії. На користь «чужості» ножа говорили не-єгипетські мотиви зображень (одяг головного героя, форма човнів), а батальні сцени трактувалися як відображення кривавого завоювання. На такій точці зору, зокрема, стояв відомий британський єгиптолог Волтер Брайан Емері. Згодом думка про прихід «династичної раси» стала менш популярною і, як зазначає російський єгиптолог А. А. Крол, ніж, мабуть, відображає сцени ритуального характеру, а не передає конкретні історичні події. Інший російський історик Д. Б. Прусаков вважає, що у ножі відображено освоєння нильської долини у додинастичний період різними африканськими племенами та їх внутрішні конфлікти. Втім, він застерігає, що окремі месопотамські мотиви зображень очевидні, хоча цілком задовільного пояснення їхнього походження поки що не дано.